# Podolí u Valašského Meziříčí
Podolí (deutsch Podol, früher Podoly) ist eine Gemeinde in Tschechien. Sie liegt zehn Kilometer südwestlich von Valašské Meziříčí und gehört zum Okres Vsetín.

## Geographie
Podolí befindet sich am Fuße der Hostýnské vrchy in den Hügeln der Kelčská pahorkatina. Das Dorf erstreckt sich im Tal des Baches Loučka, der hier Podolský potok genannt wird. Östlich erhebt sich die Hůrka (557 m), im Südosten die Čarabovská (569 m) und der Kuželek (568 m), südlich der Háje (665 m), Křibec (659 m) und Čertův kámen (612 m), im Westen der Hradiště (604 m) sowie nordwestlich die Skalka bzw. Stříbrná (480 m).
Nachbarorte sind Vrchovec und Police im Norden, Branky im Nordosten, Oznice, Na Potoce, Lipí und U Plšků im Osten, Čarabovská, U Vrzalů und Mikulůvka im Südosten, Lázy im Süden, Paseky, Polomsko, Rajnochovice und Juhyně im Südwesten, Podhradní Lhota und Komárno im Westen sowie Loučka im Nordwesten. An der Hůrka befindet sich die Wüstung Horecko.

## Geschichte
Die erste schriftliche Erwähnung des zur bischöflichen Lehnsherrschaft Kelč gehörigen Gutes Podole erfolgte im Jahre 1369. Podole bildete darin ein selbständiges Lehngut, als dessen erster namentlich bekannter Besitzer zwischen 1382 und 1389 Zigota von Podolí überliefert ist. Zigota besaß das Gut auch darüber hinaus, jedoch wurde mindestens seit 1408 gemeinschaftlich mit seinen drei Brüdern, dem Pfarrer Lup „Vlk“ in Všechovice sowie Čeněk und Beneš. Im Jahre 1437 gehörte das Lehngut Hynek von Tamfeld. 1527 wurde Podole an das Lehngut Loučka angeschlossen. 1554 wurde der Ort als Podoli und 1718 als Podoly bezeichnet. Die Bewohner lebten von der Landwirtschaft. Bis 1784 war das Dorf nach Podhradní Lhota gepfarrt, danach wurde es der Lokalie Loučka zugewiesen. Im Jahre 1803 bestand Podoly aus 18 Gärtnern, 12 Beisassen und 13 Köttern. Außer dem Hof gab es in Podoly zu dieser Zeit eine Brennerei und eine Mühle mit Ölpresse. Im 19. Jahrhundert verdiente sich ein Teil der Bewohner ein Zubrot mit dem Flechten von Korbsitzen. Aus dem Jahre 1846 ist der Ortsname Podoli überliefert. Bis 1849 blieb Podoli zur Herrschaft Loučka untertänig und gehörte zum Prerauer Kreis.
Nach der Aufhebung der Patrimonialherrschaften bildete Podolí/Podoly ab 1850 eine Gemeinde in der Bezirkshauptmannschaft Valašské Meziříčí. 1894 entstand in Podolí eine Schule, die auch von den Kindern aus Lázy besucht wurde. Zuvor waren beide Dörfer nach Loučka eingeschult. Nach der Aufhebung des Okres Valašské Meziříčí wurde Podolí 1960 dem Okres Vsetín zugeordnet. In den Jahren 1955 bis 1965 erfolgte der Bau eines neuen Gemeindeamtes mit Spritzenhaus. Zwischen 1980 und 1990 war Podolí nach Loučka eingemeindet. Nach der Schließung der Schule wurde in dem Gebäude in den 1990er Jahren ein Kindergarten eingerichtet.

## Gemeindegliederung
Für die Gemeinde Podolí sind keine Ortsteile ausgewiesen.

## Sehenswürdigkeiten
- Hölzerner Glockenturm am Dorfplatz, errichtet 1994
- Steinernes Kreuz auf Dorfplatz, geschaffen 1912
- Mäanderreicher, baumbestandener Lauf der Bäche Loučka und Kozara

## Söhne und Töchter der Gemeinde
- Josef Hapka (1912–1987), Maler